# Гросул, Иван Тимофеевич
Иван Тимофеевич Гросул (1920—1972) — гвардии майор Советской Армии, участник Великой Отечественной войны, Герой Советского Союза (1943).

## Биография
Иван Гросул родился 10 марта 1920 года на хуторе Боровский (ныне — Врадиевский район Николаевской области Украины) в крестьянской семье.
Окончил среднюю школу. С 1929 года проживал в Пантелеймоновке, учился в Донецком аэроклубе.
В 1937 году Гросул был призван на службу в Рабоче-крестьянскую Красную Армию. В 1938 году он окончил Ворошиловградскую военно-авиационную школу лётчиков. С июня 1941 года — на фронтах Великой Отечественной войны. Член ВКП(б)/КПСС с 1942 года.
К августу 1943 года гвардии капитан Иван Гросул был заместителем командира эскадрильи 10-го гвардейского авиаполка дальнего действия 3-й гвардейской авиадивизии дальнего действия 3-го гвардейского авиакорпуса дальнего действия. К тому времени он совершил 241 боевой вылет на бомбардировку объектов военной промышленности в глубоком вражеском тылу. В воздушных боях экипаж Гросула сбил 5 немецких истребителей.
Указом Президиума Верховного Совета СССР от 18 сентября 1943 года за «образцовое выполнение заданий командования и проявленные мужество и героизм в боях с немецкими захватчиками» гвардии капитан Иван Гросул был удостоен высокого звания Героя Советского Союза с вручением ордена Ленина и медали «Золотая Звезда» за номером 1732.
После окончания войны Гросул продолжал службу в Советской Армии. В 1954 году в звании гвардии майора он был уволен в запас. Проживал в Сочи, умер 7 апреля 1972 года.

## Награды
Был награждён двумя орденами Ленина, тремя орденами Красного Знамени, орденом Отечественной войны 1-й степени, а также рядом медалей.

## Память
- В поселке Врадиевка на Аллее Героев установлен бюст Гросула[1].